# Рапола-ду-Коа
Рапола-ду-Коа (порт. Rapoula do Côa)  —  район (фрегезия) в Португалии,  входит в округ Гуарда. Является составной частью муниципалитета  Сабугал. По старому административному делению входил в провинцию Бейра-Алта. Входит в экономико-статистический  субрегион Бейра-Интериор-Норте, который входит в Центральный регион. Население составляет 249 человек на 2001 год. Занимает площадь 7,87 км².